# خانه‌ای روی تپه جن‌زده (فیلم ۱۹۹۹)
خانه‌ای روی تپهٔ جن‌زده (به انگلیسی: House on Haunted Hill) فیلمی در ژانر ترسناک به کارگردانی ویلیام مالون است که در سال ۱۹۹۹ منتشر شد.